# MAYO FAIR GANG
『MAYO FAIR GANG』（マヨフェアギャング）は、1978年12月21日に発売された、川﨑麻世の2枚目のスタジオ・アルバム。規格品番：25AH-651。

## 概要
2022年3月時点で未CD化。

## 収録曲

### SIDE A
1. 天使の顔につばを吐け
作詞：阿木燿子／作曲：宇崎竜童／編曲：萩田光雄
2. 恐るべきラブ・ゲーム
作詞：小林和子／作曲・編曲：馬飼野康二
3. FEVER GAME
作詞：森雪之丞／作曲：青山孝／編曲：高橋洋一
4. 危険がいっぱい
作詞：森雪之丞／作曲：都倉俊一／編曲：萩田光雄
5. カトリーヌの海
作詞：阿木燿子／作曲：宇崎竜童／編曲：大村雅朗

### SIDE B
1. 行儀の悪い娘
作詞：阿木燿子／作曲：宇崎竜童／編曲：大村雅朗
2. マフィア
作詞：小林和子／作曲・編曲：馬飼野康二
3. 幸せだけど不幸せ
作詞：森雪之丞／作曲：都倉俊一／編曲：萩田光雄
4. 五番街
作詞：森雪之丞／作曲：青山孝／編曲：高橋洋一
5. 暗くなるまで待って
作詞：森雪之丞／作曲：都倉俊一／編曲：田辺信一